# Přísnotický les
Přísnotický les este o arie protejată (arie specială de conservare — SAC, sit de importanță comunitară — SCI) din Republica Cehă întinsă pe o suprafață de 10,76 ha, integral pe uscat.

## Localizare
Centrul sitului Přísnotický les este situat la coordonatele 49°00′34″N 16°37′22″E / 49.009444°N 16.622778°E.

## Înființare
Situl Přísnotický les a fost declarat sit de importanță comunitară în aprilie 2005 pentru a proteja 1 specie de animale. Situl a fost protejat și ca arie specială de conservare în iulie 2012.

## Biodiversitate
Situată în ecoregiunea panonică, aria protejată nu include niciun habitat protejat.
La baza desemnării sitului se află o specie protejată de  amfibieni: triton cu creastă (Triturus cristatus).